# Acrenhydrosoma perplexa
Acrenhydrosoma perplexa är en kräftdjursart som först beskrevs av T. Scott 1880.  Acrenhydrosoma perplexa ingår i släktet Acrenhydrosoma och familjen Cletodidae. Inga underarter finns listade i Catalogue of Life.